# Muhammad ibn al-Qasim

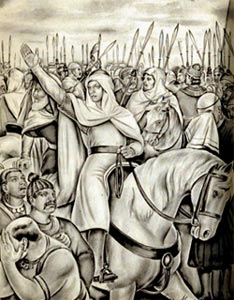
Darstellung al-Qasims mit seinen Truppen

Muhammad ibn al-Qasim (* 31. Dezember 695; † 18. Juli 715; محمد بن القاسم, DMG Muḥammad b. al-Qāsim) war ein bedeutender arabischer Feldherr unter den Umayyaden zu Beginn des 8. Jahrhunderts.
Muhammad ibn al-Qasim al-Thaqafi wurde von al-Haddschādsch, dem Statthalter von Basra mit der Eroberung des Industals beauftragt. Ihm gelang 711 mit syrischen Truppen von Makran aus die Eroberung von Sindh und des Industals um Multan. Obwohl Buddhisten und Hindus aus muslimischer Sicht bisher nicht Anhänger einer „Buchreligion“ (ahl al-kitab) waren und damit hätten bekämpft werden müssen, wurden die hinduistischen Tempel und buddhistischen Stupas durch al-Qasim wie Kirchen, Synagogen und zoroastrische Feuertempel behandelt. Dadurch wurden Buddhismus und Hinduismus den Buchreligionen gleichgestellt, weshalb von der unterworfenen Bevölkerung nur die Kopfsteuer eingefordert wurde. Diese pragmatische Haltung war allein schon wegen der zahlenmäßigen Überlegenheit der unterworfenen Bevölkerung gegenüber den arabischen Truppen erforderlich.
Nach dem Tod seines Vorgesetzten al-Haddschādsch (714) und dem Regierungsantritt von Kalif Sulaiman ibn Abd al-Malik (715) wurde al-Qasim infolge von Hofintrigen abgesetzt, in Damaskus inhaftiert und hingerichtet.

## Gedenken
Nach Quasim ist benannt:
- Port Qasim, Pakistans zweitgrößter Hafen[1]
- Bagh Ibne Qasim, der größte Park in Karatschi
- Das Ibn-e-Qasim Bagh Stadion in Multan
- Der Marinestandort Qasim, oder auch  PNS Qasim, Standort der  Amphibious Special Operations Forces der pakistanischen Marine
- Der Stadtteil Bin Qasim Town in Karatschi
- Die Muhammad bin Qasim Road/avenue in Karatschi
- Die Mohammad Bin Qasim Bücherei in Sujawal, Thatta

Der Gedenktag Yom-e Bab ul-Islam in Pakistan wird zu Ehren Quasims eingehalten.